# Romeo Smith
Todd "Romeo" Smith es un personaje ficticio de la serie de televisión australiana Home and Away, interpretado por el actor Luke Mitchell desde el 10 de septiembre de 2009 hasta el 3 de abril de 2013. El personaje hizo una breve aparición el 23 de octubre de 2013 en un sueño de otro personaje, Indi.

## Antecedentes
Romeo llegó por primera vez a Summer Bay buscando a su "pequeño hermano", Jai Fernández. Poco después se descubre que Romeo y Jai estuvieron en el mismo hogar de crianza y se volvieron como hermanos. Divertido, guapo, caballeroso y coqueto a Romeo le encanta coquetear con cada mujer que conoce; es romántico, seguro y seductor. 
Es muy buen amigo de Xavier Austin, Indi Walker y Nicole Franklin, a esta última la considera como a una hermana. Al inicio no se sabe mucho acerca de su pasado, solo que tiene una hermana mayor, Mink Carpenter.

## Biografía
A su llegada le llamó la atención Annie Campbell, sin embargo las cosas se complican cuando se entera de que Annie es la exnovia que Jai trata sin éxito de recuperar. Su amistad con Jai comienza por ello a deteriorarse después de que este se entere de los sentimientos de Romeo hacia Annie. 
Actualmente vive en Summer Bay con Miles Copeland, Alf Stewart y Nicole Franklin. Con la llegada de su hermana se revela algo más sobre su pasado. 
Después de que Mink le contara a Xavier que ella había matado a su padrastro, Romeo le dice que su padrastro era un alcohólico violento y cobarde que golpeaba a su madre y una noche cuando estaba a punto de matarla Mink lo golpeo con un bate de cricket. 
Poco después Mink revela que no mató a su padrastro para salvar a su madre sino para salvar a Romeo. Romeo se molesta con Mink por haberle contado la verdad a Xavier, pero este como buen amigo lo apoya y Romeo decide contarle la verdad, le dice que su padrastro perdió su trabajo esa noche y que llegó a la casa borracho y comenzó a atacarlo, lo siguiente que recuerda es que su padrastro estaba tirado en el suelo y Mink estaba encima de él con un palo de cricket, pero que el golpe que lo mató fue cuando se golpeó con la esquina de la mesa del café.
Poco después Romeo va con Gina y se disculpa por como la trató Mink el otro día y luego le advierte que se aleje de Xavier y que deje de causarle problemas pero Mink no le hace caso. Romeo le pide perdón a Xavier por el comportamiento de su hermana y le dice que está preocupado de que Mink se meta en un verdadero problema algún día. Ese mismo día Mink se mete a la habitación de Xavier y roba el dinero que Hugo le había dejado. Después de que se dan cuenta y la confrontan Mink se comrpomete a devolver todo lo que tomó del dinero. 
Con el circuito de surf cerca Mink le pide a su hermano que sea su mánager, pero Romeo la rechaza y decide quedarse en Summer Bay para terminar sus estudios. Poco después durante una plática con su hermana se reveló que Mink no había matado a su padre como le habían hecho creer a los demás, cuando Xaiver los escuchó Romeo le reveló qué la verdadera asesina de su padre había sido su madre y que él y Mink al ver que su madre no aguantaría su estancia en la cárcel, Mink había decidido tomar la culpa por ella.
Antes de irse Mink arregla los problemas con Romeo y le dice que la razón por la que cambió, fue porque estuvo a punto de morir en el centro juvenil y porque nunca tuvo ninguna visita, así que decidió que eso nunca más le iba a volver a suceder; Romeo quedó impactado por todo lo que su hermana había tenido que pasar al tratar de proteger a su madre.
Al inicio luego de que Annie regresará a Summer Bay del intercambio, ha ambos se les hizo difícil expresar sus sentimientos, sin embargo luego comenzaron a salir, pero poco después Annie le reveló que se iría de nuevo y ambos terminaron, lo que dejó Romeo triste.
Cuando Indigo Walker regresa a Summer Bay con su familia, Romeo comienza a sentirse atraído hacia ella. Aunque al inicio esconde sus sentimientos y su atracción por Indi, ya que todavía siente que es reciente lo suyo con Annie, poco después comienza a pasar mucho tiempo con Indi y luego empiezan una relación.
Durante la boda de Bianca Scott y Vittorio Seca, Bianca decide no casarse con él al darse cuenta de que a quien en realidad ama es a Liam Murphy, cuando esta corre hacia Liam para abrasarlo Vittorio molesto la jala de vuelta al altar por lo que Romeo lo golpea dejándolo en el suelo dándoles así tiempo a Bianca y Liam para huir de la iglesia.
Más tarde en el 2011 cuando Indi le dice a Romeo que le ofrecieron un trabajo en Hawái, Romeo se da cuenta de que quiere pasar el resto de su vida con ella y le propone matrimonio, la pareja se casa es una ceremonia en Hawái junto a Sid Walker y Ruth Stewart quienes fueron sus testigos.
Más tarde en julio del 2012 cuando Romeo e Indi se separan brevemente, comianza a salir con Ruby Buckton, poco después ella le revela que está embarazada lo que sorprende a Romeo, sin embargo poco después Romeo descubre que Ruby mintió acerca del embarazo para que no la dejara por Indi. Poco después Romeo e Indo regresan y en noviembre finalmente renuevan sus votos matrimoniales esta vez rodeados de familiares y amigos.
En el 2013 Romeo descubre que tiene cáncer y decide no contárselo inmediatamente a Indi ya que no quiere que sufra, más tarde en abril Romeo decide irse de la bahía y Liam lo acompaña. Romeo le deja una carta a Indi despidiéndose de ella y diciéndole lo mucho que la amaba y que no tenía el valor de verla para decirle adiós ya que no quería que ella lo viera morir-
Más tarde en octubre del mismo año Indi recibe una llamada de Liam quien le dice que Romeo había perdido su batalla contra el cáncer y había muerto, lo que deja destrozada a Indi. Las cenizas de Romeo regresan a la bahía en octubre e Indi las esparce junto a sus seres queridos en un acantilado donde ella y Romeo habían pasado su última noche juntos.